# Lwiza John
Lwiza Msyani John (Dar es Salaam, 18 maggio 1980) è un'ex mezzofondista tanzaniana, specializzata negli 800 metri piani.

## Biografia
John ha esordito nei campionati nazionali nel 1995 e debuttato internazionalmente nel 1998. Nel corso della sua carriera ha preso parte sia a competizioni regionali, vincendo una medaglia di bronzo ai Giochi panafricani in Nigeria nel 2003, sia in ambito extra-continentale partecipando a diverse edizioni dei Giochi del Commonwealth o dei Mondiali, arrivando quarta ai Mondiali indoor 2001 in Portogallo.
Nel 2006, John ha dovuto sospendere l'attività agonistica a causa di un infortunio da cui non è riuscita in tempo a rigenerarsi per poter prendere parte ai Giochi olimpici di Pechino 2008.
John detieni i record nazionali negli 800 e 1000 metri piani.

## Palmarès
| Anno | Manifestazione                   | Sede         | Evento       | Risultato  | Prestazione | Note |
| ---- | -------------------------------- | ------------ | ------------ | ---------- | ----------- | ---- |
| 1998 | Campionati africani              | Dakar        | 800 m piani  | 5ª         | 2'04"86     |      |
| 1998 | Giochi del Commonwealth          | Kuala Lumpur | 800 m piani  | 7ª         | 2'01"92     |      |
| 1999 | Mondiali indoor                  | Maebashi     | 800 m piani  | Batteria   | 2'05"38     |      |
| 1999 | Mondiali                         | Siviglia     | 800 m piani  | Semifinale | 2'01"92     |      |
| 1999 | Giochi panafricani               | Johannesburg | 800 m piani  | Batteria   | 2'08"87     |      |
| 2000 | Campionati africani              | Algeri       | 800 m piani  | 5ª         | 2'02"54     |      |
| 2001 | Mondiali indoor                  | Lisbona      | 800 m piani  | 4ª         | 2'01"76     |      |
| 2001 | Campionati dell'Africa orientale | Zanzibar     | 800 m piani  | Oro        | –           |      |
| 2001 | Mondiali                         | Edmonton     | 800 m piani  | Batteria   | 2'04"31     |      |
| 2002 | Giochi del Commonwealth          | Manchester   | 800 m piani  | Batteria   | 2'14"38     |      |
| 2003 | Mondiali indoor                  | Birmingham   | 800 m piani  | Semifinale | 2'03"76     |      |
| 2003 | Campionati dell'Africa orientale | Zanzibar     | 800 m piani  | Oro        | 2'06"0      |      |
| 2003 | Giochi panafricani               | Abuja        | 800 m piani  | Bronzo     | 2'02"85     |      |
| 2003 | Giochi afro-asiatici             | Hyderabad    | 800 m piani  | Oro        | 2'01"68     |      |
| 2003 | Giochi afro-asiatici             | Hyderabad    | 1500 m piani | dnf        | dnf         |      |
| 2004 | Mondiali indoor                  | Budapest     | 800 m piani  | Batteria   | 2'06"97     |      |
| 2006 | Giochi del Commonwealth          | Melbourne    | 800 m piani  | Batteria   | 2'06"64     |      |
| 2006 | Mondiali indoor                  | Mosca        | 800 m piani  | Batteria   | 2'05"88     |      |